# Ehrwald
Ehrwald est une commune autrichienne du district de Reutte dans le Tyrol.

## Géographie

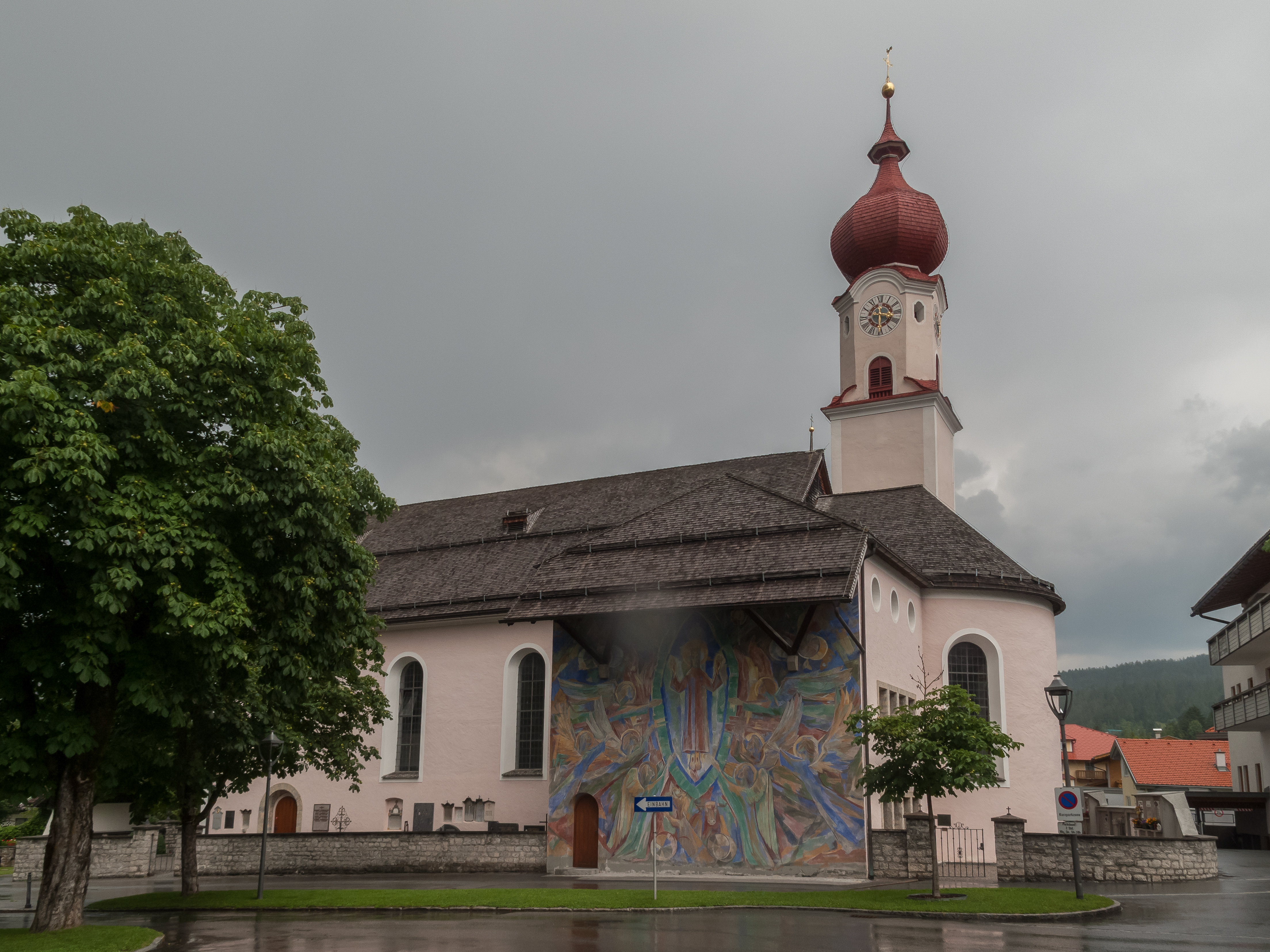
L'église paroissiale catholique Unsere Liebe Frau Mariae Heimsuchung.